# Gitte Aaen
Gitte  Aaen (ur. 7 listopada 1981 we Frederikshavn) – duńska piłkarka ręczna, reprezentantka kraju, grająca na pozycji lewoskrzydłowej. Obecnie występuje w duńskiej GuldBageren Ligaen, w drużynie Randers HK.

## Sukcesy

### klubowe
- mistrzostwo Danii (2008, 2009, 2010, 2012)
- wicemistrzostwo Danii (2007, 2011)
- puchar Danii(2006, 2007, 2008)
- zwycięstwo w Lidze Mistrzyń (2009, 2010)